# سمادية حرارية بلاتانية
سمادية حرارية بلاتانية (بالإنجليزية: Coprothermobacter platensis)‏ هو نوع بكتيريا من جنس السمادية الحرارية.

## أصل التسمية
الاسم من (بالإنجليزية: Coprothermobacter)‏ وهي سمادية حرارية و(باللاتينية: platensis) نسبة إلى نهر بلاتا.